# Liste der Hochmeister des Deutschen Ordens

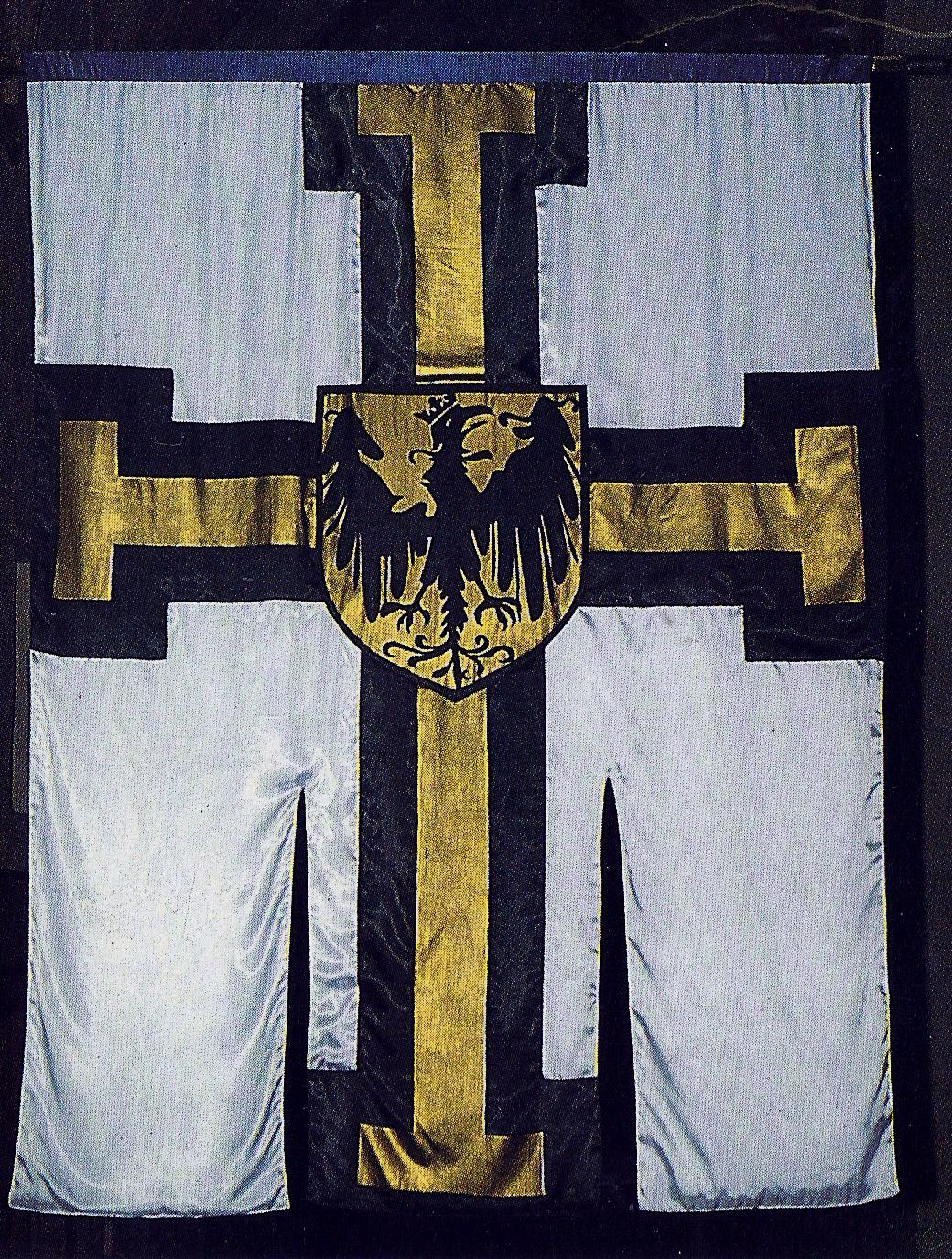
Standarte der Hochmeister des Deutschen Ordens (Replik in der Marienburg)

Dieser Artikel listet chronologisch die Hochmeister des Deutschen Ordens auf.
| Name                                     | von  | bis  | Bemerkungen |
| ---------------------------------------- | ---- | ---- | --- |
| Meister Sibrand                          | 1190 | 1198 | Oberer der Hospitalbruderschaft |
| Gerhard                                  | 1192 |      | Oberer der Hospitalbruderschaft |
| Heinrich                                 | 1193 | 1194 | Prior |
| Ulrich                                   | 1190 | 1198 | Oberer der Hospitalbruderschaft |
| Heinrich                                 | 1190 | 1198 | 1196 als praeceptor genannt, wahrscheinlich identisch mit Heinrich Walpot von Bassenheim |
| 1. Heinrich Walpot von Bassenheim        | 1198 | 1200 | Erster Hochmeister des Ritterordens |
| 2. Otto von Kerpen                       | 1200 | 1208 | |
| 3. Heinrich von Tunna gen. Bart          | 1208 | 1209 | |
| 4. Hermann von Salza                     | 1209 | 1239 | Bestattet in Barletta |
| 5. Konrad von Thüringen                  | 1239 | 1240 | Bestattet in der Elisabethkirche zu Marburg |
| 6. Gerhard von Malberg                   | 1240 | 1244 | In den Templerorden übergetreten |
| 7. Heinrich von Hohenlohe                | 1244 | 1249 | |
| 8. Gunther von Wüllersleben              | 1249 | 1252 | |
| 9. Poppo von Osterna                     | 1252 | 1256 | Ab 1264 Komtur zu Regensburg; † 12. Juni 1267 |
| 10. Anno von Sangerhausen                | 1256 | 1273 | |
| 11. Hartmann von Heldrungen              | 1273 | 1282 | |
| 12. Burchard von Schwanden               | 1283 | 1290 | |
| 13. Konrad von Feuchtwangen              | 1291 | 1296 | Verlegte den Sitz des Hochmeisters nach Venedig |
| 14. Gottfried von Hohenlohe              | 1297 | 1303 | Amtsverzicht |
| 15. Siegfried von Feuchtwangen           | 1303 | 1311 | Verlegte 1309 seinen Sitz in die Marienburg an der Nogat. Im Dom zu Kulmsee bestattet. |
| 16. Karl von Trier                       | 1311 | 1324 | In der Ordenskapelle in Trier beigesetzt |
| 17. Werner von Orseln                    | 1324 | 1330 | Wurde ermordet |
| 18. Luther von Braunschweig              | 1331 | 1335 | Bestattet im Königsberger Dom |
| 19. Dietrich von Altenburg               | 1335 | 1341 | Bestattet in der Annenkapelle auf der Marienburg |
| 20. Ludolf König von Wattzau             | 1342 | 1345 | Bestattet in der Annenkapelle der Marienburg |
| 21. Heinrich Dusemer                     | 1345 | 1351 | Bestattet in der Annenkapelle der Marienburg |
| 22. Winrich von Kniprode                 | 1351 | 1382 | Bestattet in der Annenkapelle der Marienburg |
| 23. Konrad Zöllner von Rotenstein        | 1382 | 1390 | |
| 24. Konrad von Wallenrode                | 1391 | 1393 | |
| 25. Konrad von Jungingen                 | 1393 | 1407 | |
| 26. Ulrich von Jungingen                 | 1407 | 1410 | Auf Veranlassung des polnischen Königs Władysław II. Jagiełło nach der Schlacht bei Tannenberg in der Annenkapelle der Marienburg beigesetzt |
| 27. Heinrich von Plauen                  | 1410 | 1413 | Zum Rücktritt genötigt; verstarb 1429 in Lochstädt und wurde in der Annenkapelle der Marienburg beigesetzt |
| 28. Michael Küchmeister                  | 1414 | 1422 | Bestattet in der Annenkapelle der Marienburg |
| 29. Paul von Rusdorf                     | 1422 | 1441 | Starb eine Woche nach seinem Rücktritt und wurde in der Annenkapelle der Marienburg beigesetzt |
| 30. Konrad von Erlichshausen             | 1441 | 1449 | |
| 31. Ludwig von Erlichshausen             | 1450 | 1467 | |
| 32. Heinrich Reuß von Plauen             | 1467 | 1470 | |
| 33. Heinrich Reffle von Richtenberg      | 1470 | 1477 | |
| 34. Martin Truchsess von Wetzhausen      | 1477 | 1489 | |
| 35. Johann von Tiefen                    | 1489 | 1497 | |
| 36. Friedrich von Sachsen                | 1498 | 1510 | |
| 37. Albrecht von Brandenburg-Ansbach     | 1511 | 1525 | Säkularisierte den preußischen Ordensstaat zum Herzogtum Preußen |
| 38. Walther von Cronberg                 | 1527 | 1543 | 1530 zum Reichsfürsten ernannt und formal mit dem Ordensstaat belehnt, über den weder das Reich noch er tatsächlich verfügten |
| 39. Wolfgang Schutzbar genannt Milchling | 1543 | 1566 | 1544 auf dem Reichstag vom Kaiser mit Preußen belehnt |
| 40. Georg Hund von Wenkheim              | 1566 | 1572 | Auf dem Reichstag 1566 vom Kaiser mit Preußen belehnt |
| 41. Heinrich von Bobenhausen             | 1572 | 1590 | 1572 auf dem Reichstag vom Kaiser mit Preußen belehnt. Seit 1585 durch den Koadjutor faktisch entmachtet, 1590 abgesetzt. |
| 42. Maximilian von Österreich            | 1590 | 1618 | Ab 1585 Koadjutor, 1590 Hochmeister und Administrator Preußens. Erneuerte die Statuten des Ordens. Auf dem Reichstag in Regensburg 1613 Lehensbrief des neuen Kaisers Matthias für Preußen. Er wurde in einer Seitenkapelle von St. Jakob in Innsbruck beigesetzt, das Grabmal befindet sich heute im Inneren des 1964 zum Dom erhobenen Nachfolgebaus. |
| 43. Karl von Österreich                  | 1618 | 1624 | Bischof von Brixen und Breslau, in Madrid beerdigt |
| 44. Johann Eustach von Westernach        | 1625 | 1627 | |
| 45. Johann Kaspar von Stadion            | 1627 | 1641 | Teilnahme an der Schlacht bei Nördlingen im Dreißigjährigen Krieg |
| 46. Leopold Wilhelm von Österreich       | 1641 | 1662 | War mehrfacher Bischof und Statthalter der spanischen Niederlande |
| 47. Karl Joseph von Österreich           | 1662 | 1664 | War auch Bischof von Olmütz, Passau und Breslau; wurde in der Kapuzinergruft zu Wien beerdigt |
| 48. Johann Caspar von Ampringen          | 1664 | 1684 | Wurde in Freudenthal beigesetzt |
| 49. Ludwig Anton von der Pfalz           | 1684 | 1694 | War auch Bischof von Worms |
| 50. Franz Ludwig von Pfalz-Neuburg       | 1694 | 1732 | War auch Kurfürst von Mainz; legte keine Profess ab; wurde im Dom zu Breslau beerdigt |
| 51. Clemens August von Bayern            | 1732 | 1761 | War zugleich Kurfürst von Köln und Bischof von vier weiteren Bistümern; wurde im Kölner Dom beigesetzt |
| 52. Karl Alexander von Lothringen        | 1761 | 1780 | Generalgouverneur der österreichischen Niederlande; wurde in Brüssel bestattet. War der erste Hochmeister aus dem Hause Habsburg-Lothringen, das fortan bis 1923 den Hochmeister stellte |
| 53. Maximilian Franz von Österreich      | 1780 | 1801 | ab 1769 Koadjutor seines Onkels, des Hochmeisters Karl-Alexander von Lothringen; Kurfürst von Köln und Fürstbischof von Münster; bestattet in der Kapuzinergruft zu Wien |
| 54. Karl Ludwig von Österreich           | 1801 | 1804 | Neffe des Hochmeisters Maximilian Franz von Österreich. Trat aus dem Orden aus und heiratete |
| 55. Anton Viktor von Österreich          | 1804 | 1835 | Bruder des Hochmeisters Karl Ludwig von Österreich und Neffe von Hochmeister Maximilian Franz von Österreich |
| 56. Maximilian Joseph von Österreich     | 1835 | 1863 | Vetter der Hochmeister Karl Ludwig und Anton Viktor von Österreich Neffe von Hochmeister Maximilian Franz von Österreich |
| 57. Wilhelm von Österreich               | 1863 | 1894 | Sohn des Hochmeisters Karl Ludwig von Österreich |
| 58. Eugen von Österreich                 | 1894 | 1923 | Neffe des Hochmeisters Wilhelm von Österreich; Amtsverzicht |
| 59. Bischof Norbert Johann Klein         | 1923 | 1933 | 1916 Bischof von Brünn, ab 1923 Koadjutor des Hochmeister, Residenz in Freudenthal |
| 60. Abt Paul Heider                      | 1933 | 1936 | Residenz in Freudenthal |
| 61. Abt Robert Schälzky                  | 1936 | 1948 | Residenz in Freudenthal; Grab in Lana |
| 62. Abt Marian Tumler                    | 1948 | 1970 | Residierte als erster Hochmeister offiziell in Wien; Amtsverzicht |
| 63. Abt Ildefons Pauler                  | 1970 | 1988 | Deutsche Provinz |
| 64. Abt Arnold Wieland                   | 1988 | 2000 | Provinz Südtirol; keine Wiederwahl, Verlust der Pontifikalien; kehrte in seine Heimatprovinz zurück |
| 65. Abt Bruno Platter                    | 2000 | 2018 | Provinz Südtirol |
| 66. Abt Frank Bayard                     | 2018 |      | Deutsche Provinz |